# Casa del Herrero
Casa del Herrero, ook bekend als het Steedman Estate, is een historische villa in Montecito, nabij Santa Barbara, in het zuidwesten van de Amerikaanse staat Californië. Het landgoed is erkend als National Historic Landmark.

## Geschiedenis en ontwerp
George Fox Steedman was een industrieel uit St. Louis met een grote interesse in architectuur. Hij verzamelde een uitzonderlijk team aan architecten, landschapsarchitecten, antiquairs en tuinbouwers om een villa en landgoed voor zichzelf en zijn echtgenote te bouwen. Het huis, dat hij Casa del Herrero ("Huis van de Smid") doopte, werd hoofdzakelijk ontworpen door de gerenommeerde Californische architect George Washington Smith in de toen populaire Spanish Colonial Revival-stijl. Steedman zelf was betrokken in alle details van het project, waardoor het geheel nu meer kan tellen als artistiek statement dan de som van alle onderdelen. Casa del Herrero werd voltooid in 1925. In de jaren 1930 werd een achthoekige, juweelvormige bibliotheek, naar een ontwerp van Lutah Maria Riggs, aan het huis toegevoegd.
Steedman stierf in 1940. Zijn weduwe bleef in de villa wonen tot aan haar dood in 1962. Hun dochter Medora Bass trok er daarna in en bleef er tot aan haar overlijden in 1987 wonen. In 1993 richtte Medora's zoon een stichting op om het landgoed te beheren. Tegenwoordig wordt Casa del Herrero geprezen als een meesterwerk van de periode van de Amerikaanse landhuizen. Uniek is dat het landgoed even groot is gebleven en dat de gebouwen uitzonderlijk goed bewaard zijn. Op 16 januari 2009 werden het landhuis en de tuinen daarom aangewezen als National Historic Landmark. De villa en de tuinen kunnen op reservatie bezocht worden met een gids.